# Iestonians
Iestonians (estonià jeestlased, jeestlane) fou l'epítet despectiu per als estonians vinguts des de Rússia a Estònia després de la Segona Guerra Mundial per fornir de quadres dirigents lleials les estructures polítiques de l'Estònia soviètica. El terme fa referència al fort accent rus d'aquesta gent, per a molts dels quals la seva llengua materna era la segona llengua. Específicament, els mots correctes per a "estonians" són eestlased, eestlane, i el terme deriva de l'accent rus per a la primera vocal del mot Eesti (Estònia) com la i del mot "ianqui", més que no pas com la e d'"estri".
Segons va escriure Mart Laar, el 1946 el Partit Comunista d'Estònia (EKP) tenia un 52% de russos, 27% d'estonians locals i un 21% de "Iestonians". Moscou desconfiava dels comunistes locals, i pels volts dels 1952, els esglaons més alts del Partit havien estat finalment ocupats per russos i iestonians. Durant el Desglaç de Khrusxov, el nombre d'estonians ètnics al Partit va créixer gradualment, especialment als nivells més baixos, però encara el 1966, el Comitè Central del Partit tenia només un 27% aproximadament d'estonians locals.
Una altra distinció demogràfica entre els nadius i els estonians "russos" era l'edat. Amb l'esperança d'aconseguir més autonomia respecte a la Unió Soviètica, pels volts del 1966 molts estudiants joves es van afiliar a l'EKP, mentre que els iestonians eren més aviat d'una generació més gran.
Mentre alguns d'ells van intentar "reculturitzar-se", com ara Ivan Kebin, que es va canviar el nom a Johannes Käbin i millorà notablement el seu domini de l'estonià, molts d'altres romangueren russos per cultura i llengua.